# Suezichthys arquatus
 Suezichthys arquatus és una espècie de peix de la família dels làbrids i de l'ordre dels perciformes.

## Morfologia
Els mascles poden assolir els 13,5 cm de longitud total.

## Distribució geogràfica
Es troba a Nova Caledònia, Nova Gal·les del Sud (Austràlia), la costa nord de Nova Zelanda,les Illes Kermadec i Japó.